# 阿布维尔站
阿布维尔站是法国的一个铁路车站，位于法国北部城市阿布维尔。

## 位置
阿布维尔站位于阿布维尔市区的南部。车站大致呈东南-西北走向，开口朝东北。
阿布维尔站是一个区域性的铁路枢纽，隆戈－布洛涅铁路和阿布维尔－厄铁路在此交汇，此外历史上还有多条铁路连接阿布维尔，但现均已废弃。

## 建筑
阿布维尔站最初由亚眠－布洛涅铁路公司修建并经营，后由北方铁路公司接手后重建。新站房于1862年建成投入使用，于1984年列入法国国家文物保护单位。在2007年默兹TGV站建成通车以前，阿布维尔站的主站房是法国本土最后修建的木质结构铁路建筑。

## 设施
阿布维尔站设有人工售票窗口，其开放时间如下：
- 周一至五：05:00~21:30
- 周六：05:30~21:30
- 周日及节假日：07:50~21:30

阿布维尔站还设有自动售票机，其站前亦设有社会车辆停车场。

## 站台设置
岛式站台可通过车站东南侧的地下人行通道前往。
| 西南↑ |             |               |                 |
|       |             | 存车线        |                 |
| 7道   |             | 始发车        |                 |
|       | 岛式        |               |                 |
| 5道   |             | 始发车        |                 |
| 3道   |             | 始发车/过路车 | 勒特雷波尔方向→ |
|       | 岛式        |               |                 |
| 1道   |             | 过路车        | 布洛涅方向→     |
| 2道   |             | 过路车        | ←亚眠方向       |
|       | 侧式 主站房 |               |                 |
| 东北↓ |             |               |                 |

## 停靠线路
以下列车线路在阿布维尔站停靠：
| 阿布维尔站列车线路表 |                     |                       |          |              |
| 线路                 | 车种                | 上一站                | 下一站   | 大致运行频率 |
| 巴黎—滨海布洛涅      | Intercités          | 亚眠                  | 努瓦耶勒 | 每天5趟左右  |
| 亚眠—滨海布洛涅/加来 | TER Hauts-de-France | 隆普雷莱科尔圣/雷米桥 | 努瓦耶勒 | 每天10趟左右 |
| 亚眠—埃塔普-勒图凯   | TER Hauts-de-France | 隆普雷莱科尔圣        | 努瓦耶勒 | 每天1趟      |
| 亚眠—阿布维尔        | TER Hauts-de-France | 隆普雷莱科尔圣/雷米桥 | （终点） | 每天12趟左右 |
| 1. 2.                |                     |                       |          |              |

## 配套交通

### 长途客车
| 停靠阿布维尔站的大巴车 |                         | |
| 上下车地点             | 运营单位                | 主要目的地 |
| 阿布维尔站门口         | 索姆省城际客运 Trans'80 | - 2号线：瓦利讷、尼巴、弗里维尔-埃斯卡博坦、欧村、厄镇、梅尔斯莱班 - 3号线：穆瓦耶讷维尔、图尔昂维默、加马什 - 5号线：卡翁、蒙布贝尔、奥尚库尔、尼巴、弗里维尔-埃斯卡博坦、布吕特勒 - 6号线：索姆河畔圣瓦莱里、朗谢尔、滨海卡约 - 9号线：滨海努瓦耶勒、勒克罗图瓦、吕 - 10号线：吕、杠、马昂海滩堡 - 11号线：萨伊弗利博库尔、蓬图瓦勒、杠 - 12号线：马希、马谢尔、维龙绍、利热库尔 - 13号线：克雷西昂蓬蒂约、蓬什埃斯特吕瓦勒、多米努瓦、阿尔古勒 - 14号线：克拉蒙、孔特维尔、耶尔蒙、欧克西勒沙托 - 15号线：伊夫朗舍、伊夫朗什、努瓦耶勒昂绍塞、布夫莱尔 - 16号线：欧维莱尔、马耶河畔方丹、勒布瓦尔、埃丹 - 17号线：阿伊勒欧克洛谢、莱图瓦勒、弗利克斯库尔、亚眠 - 19号线：索姆河畔方丹、艾赖讷 - 20号线：杜德兰维尔、弗吕库尔、瓦斯蒙 - 21号线：特夫勒、贝昂、埃尔库尔、维姆 - 26号线：圣里基耶、克拉蒙、阿让维尔、贝尔纳维尔、杜朗 |
| 阿布维尔站门口         | SNCF Car TER            | 当某条铁路线施工或罢工时，SNCF可能会提供途径该线路沿途站点的大巴车 |
| 1. 2. 3. 4. 5. 6. 7.   |                         | |

### 市内交通
| 阿布维尔站附近的市内公共交通线路 |                |                                                                        |
| 公交车站名称                     | 位置           | 停靠线路                                                               |
| Gare                             | 阿布维尔站门口 | - A线（环线） : 阿布维尔站 ↔ 普拉塔讷 ↔ 商业中心 ↔ 皮卡第 ↔ 阿布维尔站 |
| 1. 2.                            |                |                                                                        |

## 临近车站
| 阿布维尔站（Gare d'Abbeville） |                  |                         |
| 上行车站                       | 线路             | 下行车站                |
| 雷米桥站 8.7km ←               | 隆戈－布洛涅铁路 | 努瓦耶勒站 → 13.6km     |
| （起点）                       | 阿布维尔－厄铁路 | 戈努瓦勒蒙唐站 → 11.2km |
| - 本表仅显示运营中的线路及车站 |                  |                         |